# Noto

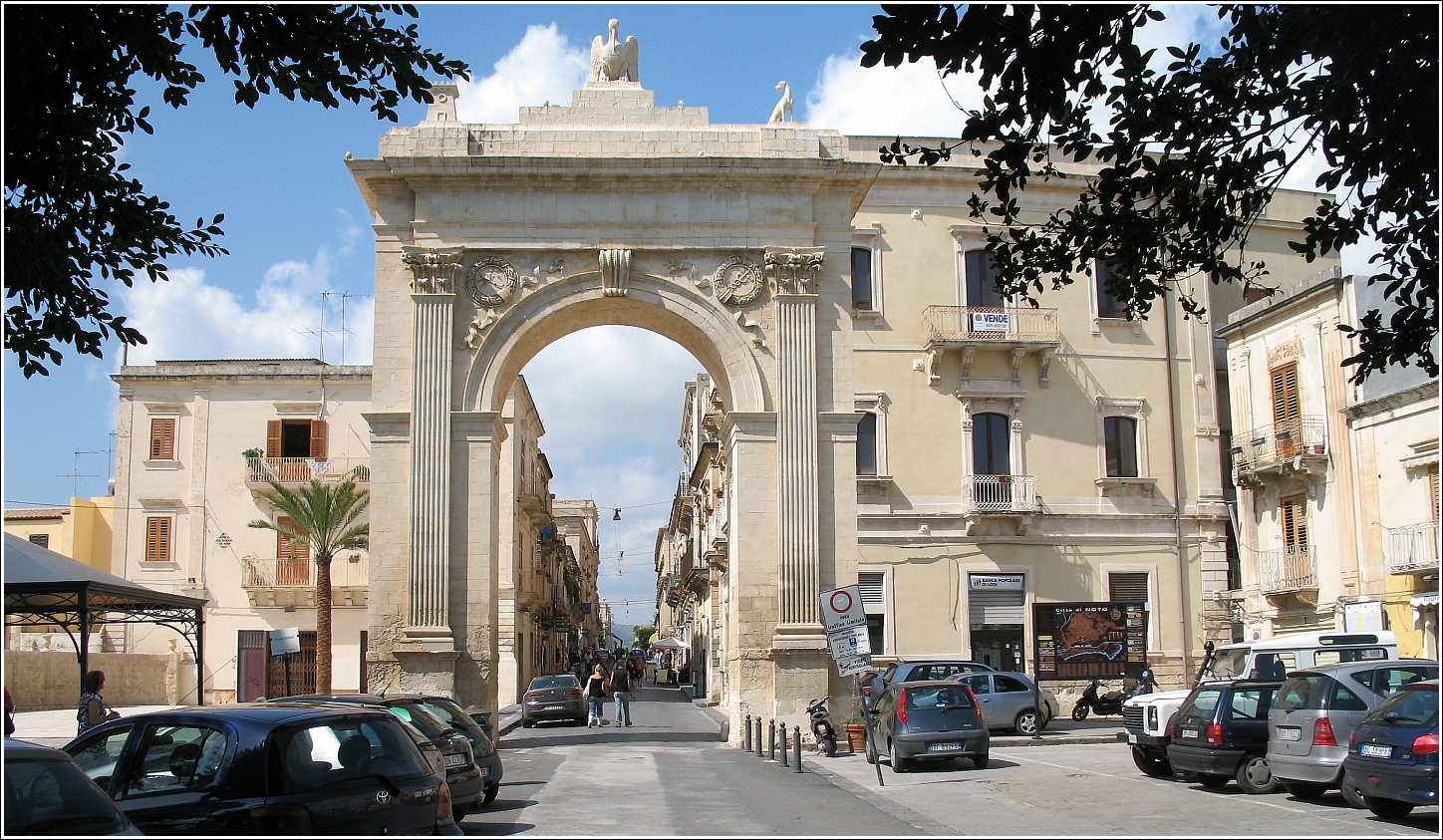
Real Port

Noto (în limba siciliană Nuotu, în latină Neetum și Netum) este un oraș din insula Sicilia, Italia.

## Evenimente culturale
L'infiorata di Noto se numește festivalul florilor din Noto, organizat anual în a treia duminică a lunii mai. Evenimentul, care a fost inițiat în 1980 de artiștii horticultori Genzanesi și Netini, în orașul Genzano, provincia Roma, se vrea o celebrare a primăverii. La decorare se folosesc petale de flori, pământ, uneori boabe și așchii de lemn. La procesul de creație a modelelor și decorare participă întregul oraș, în zilele de vineri și sâmbătă. Inclusiv pușcăriașii din Noto au bucata lor de stradă de decorat. Evenimentul se petrece pe Via Corrado Nicolaci, care urcă din fața bisericii "Chiesa di Montevergini". În paralel se desfășoară în oraș concursul "Balcoane, ferestre, și alei în floare".

## Demografie
Noto - evoluția demografică

|  | Graficele sunt indisponibile din cauza unor probleme tehnice. Mai multe informații se găsesc la Phabricator și la wiki-ul MediaWiki. |

Date: Recensăminte sau birourile de statistică - grafică realizată de Wikipedia

## Personalități
- Giovanni Aurispa